# Mont La Pérouse (océan Indien)
Pour les articles homonymes, voir La Pérouse (homonymie).
Le mont La Pérouse est un mont sous-marin du sud-ouest de l'océan Indien, à l'est de Madagascar et à 178 kilomètres (96 milles marins) au nord-ouest de l'île de La Réunion. Il se trouve à l'intérieur de la zone économique exclusive de la France et est aussi connu des pêcheurs sous le nom de « banc des 90 milles ». D'origine volcanique, il culmine à 58 mètres de profondeur. Il fait l'objet de  campagnes d'études de son environnement physique et biologique.

## Le mystère de l'île Santa Apolonia

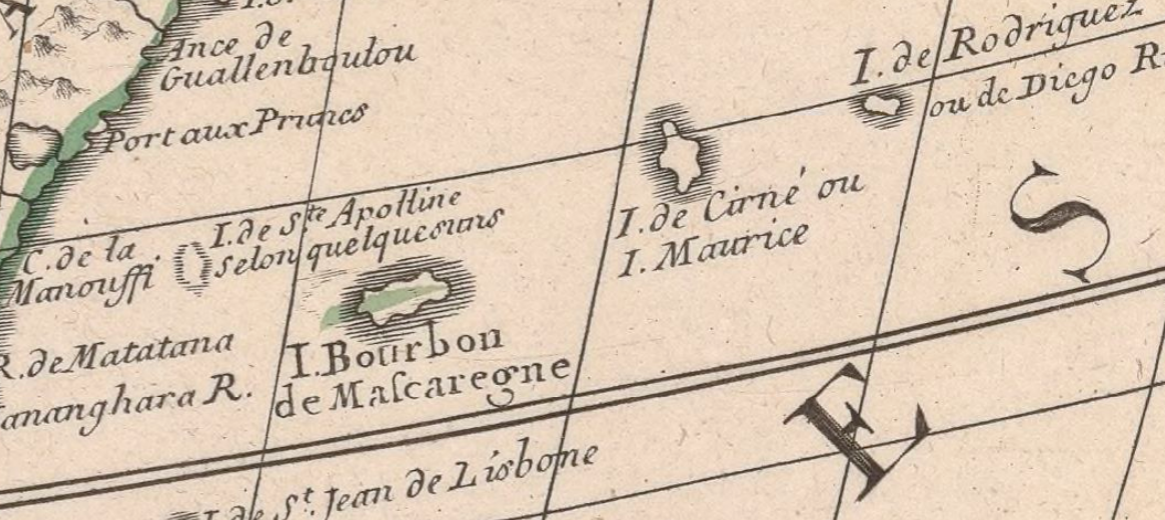
Mention de l'île « selon quelques-uns » sur la carte de G. de l'Isle : L'Afrique, dressée sur les observations de Mrs de l'Académie royale des sciences (1700)

Sur une période allant du milieu du XVIe jusqu'au milieu du XVIIIe siècle apparait, sur les cartes de l'époque, une île nommée par les cartographes, Santa Apolonia. Sa forme et sa localisation correspondent au sommet du Mont La Pérouse.
L'hypothèse a donc été émise de l'existence d'une île émergée – le sommet du mont –, ultérieurement effondrée ou bien submergée par la montée des eaux.
Les plongeurs et les scientifiques ayant analysé la forme et la structure des roches composant le sommet et le tombant privilégient la dernière hypothèse, mais survenue à la fin de la dernière période glaciaire. La mention de l’île sur les cartes pourrait avoir été une erreur des cartographes ayant mentionné comme une île l'existence de hauts-fonds signalés par les marins.

## Toponymie
Le mont sous-marin est baptisé en 1962 d'après le nom du navire hydrographique militaire Lapérouse, chargé de cartographier les fonds marins et en hommage à l'explorateur français La Pérouse.

## Faune et flore sous-marine
Lors de l'expédition scientifique de 2016 de l’Unité Mixte de Recherche MARBEC* à bord du navire océanographique l’Antéa, Patrick Marsac directeur de l'IRD, a relevé l'intérêt halieutique de la zone avec une abondance de poissons pélagiques qui représentent 10 % de la pêche réunionnaise en palangriers (thons albacore, marlins, espadons).
Menée par le photographe naturaliste Laurent Ballesta et une équipe de plongeurs biologistes marins, l'expédition scientifique de 2019 à bord de La Curieuse, a permis d'inventorier une biodiversité marine riche et différente de celle de La Réunion, avec plus de 120 espèces identifiées.